# Bratronice (Boemia meridionale)
Bratronice è un comune della Repubblica Ceca facente parte del distretto di Strakonice, in Boemia Meridionale.